# 敦賀零
敦賀 零（つるが れい、1988年10月13日 - ）は、日本の脚本家。アンドリーム（&REAM）所属。

## 略歴
- 大阪芸術大学映像学科卒業。 東京芸術大学大学院映画専攻脚本領域修了
- 『僕達の結合と不都合』が第15回京都国際学生映画祭、第25回東京学生映画祭入選、ハンブルク日本映画祭ほかに入選
- 『贋作王』が第一回新人監督映画祭シナリオ部門グランプリを受賞
- 『みなと、かこ、げんざい』が第六回日本芸術センター映像グランプリ若獅子賞、Kisssh-Kissssssh映画祭特別賞を受賞。
- 『春ゆきてレトロチカ』ファミ通電撃アワード アドベンチャー部門最優秀賞を受賞
- 『LIKE THAT OLDMAN』第15回下北沢映画祭にて三冠（準グランプリ、下北沢商店連合賞、観客賞）受賞
- 『ココでのはなし』第39回 ワルシャワ国際映画祭【１-２ コンペティション部門】正式招待
- 『Lelaina-リレイナ- 』第一回「Yeosu International Webfest」脚本賞
- 『Welcome Back』第40回 ワルシャワ国際映画祭 【１-２ コンペティション部門】正式招待

## 作品リスト

### 映画
- 僕達の結合と不都合（2012年） - 監督・脚本
- らくごえいが（2013年） - 脚本
- 死んだ魚の目をした魚のような生き方はしない（2013年） - 脚本協力
- みなと、かこ、げんざい（2014年） - 脚本・プロデュース
- 贋作王（2014年） -脚本
- 知らない、ふたり（2015年） - 協力
- 戸越銀座アメイジングス（2017年） - 脚本協力
- 想像だけで素晴らしいんだ（2018年） - 脚本監修
- 明日も晴れてもらわな困るわな（2019年） - 脚本協力
- フィルムに宿る魂（2020年） - 脚本
- 騙し絵の牙（2021年）- 劇中内小説原稿
- ジャパニーズ スタイル/Japanese Style（2022年） - 脚本
- 人 (2022年)-脚本
- 世の中にたえて桜のなかりせば(2022年)-脚本
- そこにいようとおもう（「MIRRORLIAR FILMS Season3」）(2022年)-脚本
- リノベーション（「BiSH presents PCR is PAiPAi CHiNCHiN ROCK'N'ROLL」）(2022年)-脚本
- ココでのはなし(2024年）-企画・脚本
- Lelaina-リレイナ(2024年）-脚本協力
- Welcome Back(2025年）-脚本

### ドラマ
- あすなろ参上！（2014年） - 脚本協力
- Iターン（2019年） - 脚本協力
- 乃木坂シネマズ～STORY of 46～（2020年） - 脚本
- アオイウソ〜告白の放課後〜（2021年） - 脚本
- 箱庭のレミング「私刑倶楽部」（2021年） - 脚本
- アカイリンゴ （2023年）
- ダ・カーポしませんか（2023年）
- CODE-願いの代償- TVer オリジナルストーリー（2023年） - 脚本
- CODE-代償への扉-（2023年） - 脚本

### アニメ
- 「モンスターストライク」最終章「エンド・オブ・ザ・ワールド」 （2019年） - 脚本
- 忍者コレクション（2020年） - 脚本
- Rise Man（2023年） - 脚本

### 漫画原作
- ニュートンを抱いた女 （2024年） - 原作

### WEBTOON
- GOA Government Official Assassin （2023年）-脚本
- シークレットリベンジ〜姉を殺したアイドルグループをぶっ潰します〜（2024年）-脚本
- 武器屋無双 ～歌舞伎町の怪物たち～（2024年）-脚本

### ラジオドラマ
- 人形姫（2020年） - 脚本
- 猟師と山姥（2021年） - 脚本
- 銀河熟年離婚（2021年） - 脚本
- 大江戸心中奇譚（2022年） - 脚本
- 林檎泥棒（2022年）

### 舞台
- RED LIVE（2014年） - 企画・脚本
- 暁の帝（2019年） - 脚本協力

### 小説
- コドセン！〜子供先生、未来で爆誕〜 (2021年)

### ゲーム
- 春ゆきてレトロチカ(2022年)-脚本協力